# Axia Marinescu
Pour les articles homonymes, voir Marinescu.
Axia Marinescu (née en 1987 à Bucarest) est une pianiste française.

## Biographie
Née à Bucarest, Axia Marinescu commence à jouer du piano à l'âge de 5 ans et fait ses débuts avec l'Orchestre national de la radio roumaine à 11 ans, avec le Concerto pour piano n° 23 de Mozart. Lauréate de plusieurs concours internationaux de piano, notamment en France, en Italie, en Grèce et en Roumanie, Axia Marinescu s'initie à la musique au Conservatoire de Bucarest et continue ses études au Conservatoire de Lausanne de Lausanne, à l’École normale de musique de Paris et au Conservatoire royal de Bruxelles sous la conduite de Jacques Rouvier, Paul Badura-Skoda et Rena Shereshevskaya.
Axia Marinescu se produit sur scène tant en récital qu'avec orchestre en Europe (France, Allemagne, Italie, Suisse, Grèce, Roumanie...) et en Asie (Shanghai Oriental Art Centre, Poly Grand Théâtre, etc.). Elle est régulièrement invitée à jouer dans des festivals de piano prestigieux : Piano aux Jacobins, Piano en Valois, Palermo Classica, L'Esprit du piano. Elle a enregistré pour la radio et la télévision en Europe (France 3, TVR1) et en Asie (CCTV-1).

En septembre 2018, Axia Marinescu publie le CD intitulé Introspections chez Polymnie, avec des œuvres de Mozart, Brahms et Debussy.
Son nouvel album, intitulé Les femmes dansent est enregistré Salle Gaveau à Paris. Il est consacré à la musique de danse écrite par les femmes compositrices françaises. Des manuscrits inédits ont été consultés pour tracer l'itinéraire de cette musique depuis sa naissance et des pièces qui n'ont jamais été enregistrées, ni jouées sont présentes sur ce disque. L'album s'est classé dans le top 10 des sorties classiques 2021 sur les plateformes numériques .
Artiste engagée, Axia Marinescu s'attache particulièrement à la transmission des connaissances musicales aux enfants et aux mélomanes de tous les milieux à travers des master-classes.
Axia Marinescu est diplômée de l'Université de Paris en philosophie. Elle a publié des essais philosophiques en France, Allemagne et Roumanie.
Elle est conférencière TED.

## Distinctions
Chevalière de l'ordre des Arts et des Lettres